# Jaime Estrázulas
Jaime Estrázulas (Uruguay, 1817 - 1896) fue un juez, escritor y político uruguayo que participó con funciones en Villa Restauración durante el sitio de Montevideo entre 1843 y 1851.

## Biografía
Se graduó de Abogado en 1839. Debido a su actividad política fue destarrado a Río de Janeiro a principios de 1843 regresando para incorporarse durante el Sitio Grande donde estuvo en el gobierno instaurado en Villa Restauración por Manuel Oribe. Allí desempeño los cargos de Oficial Mayor de Hacienda, Juez de Comercio y Juez del Crimen y de lo Civil.
Fue Representante entre 1851 y 1853 y años más tarde, en 1963, fue elegido Senador por Maldonado.
Ejerció el Ministerio de Relaciones Exteriores en 1862 nombrado por Bernardo Berro y volvió a ejercer el cargo entre 1894 y 1896 esta vez nombrado por Juan Iriarte Borda.